# Піс-Ривер (Альберта)
Піс-Рівер (англ. Peace River) — містечко (24,87 км²) в провінції Альберта у Канаді. Назва походить від річки Піс (англ. Peace River), яка тече через містечко. Місто налічує 6 318 мешканців (2006) зі щільністю (253,9/км²).

## Клімат
Місто знаходиться у зоні, котра характеризується вологим континентальним кліматом з теплим літом. Найтепліший місяць — липень із середньою температурою 16.3 °C (61.4 °F). Найхолодніший місяць — січень, із середньою температурою -14.9 °С (5.1 °F).
| Клімат Піс-Ривера       | Клімат Піс-Ривера | Клімат Піс-Ривера | Клімат Піс-Ривера | Клімат Піс-Ривера | Клімат Піс-Ривера | Клімат Піс-Ривера | Клімат Піс-Ривера | Клімат Піс-Ривера | Клімат Піс-Ривера | Клімат Піс-Ривера | Клімат Піс-Ривера | Клімат Піс-Ривера | Клімат Піс-Ривера |
| Показник                | Січ.              | Лют.              | Бер.              | Квіт.             | Трав.             | Черв.             | Лип.              | Серп.             | Вер.              | Жовт.             | Лист.             | Груд.             | Рік               |
| Абсолютний максимум, °C | 12,1              | 11,2              | 15,1              | 29,3              | 32,8              | 33,3              | 36,7              | 36,7              | 32,8              | 25,6              | 18,9              | 10,3              | 36,7              |
| Середній максимум, °C   | −9,9              | −6,4              | 0                 | 9,8               | 16,6              | 20,5              | 22,6              | 21,5              | 15,9              | 8,2               | −3,3              | −7,7              | 7,3               |
| Середня температура, °C | −14,9             | −11,9             | −5,6              | 3,8               | 10                | 14,3              | 16,3              | 14,9              | 9,6               | 2,8               | −7,8              | −12,7             | 1,6               |
| Середній мінімум, °C    | −19,9             | −17,4             | −11,3             | −2,3              | 3,3               | 8,1               | 10                | 8,3               | 3,2               | −2,7              | −12,3             | −17,8             | −4,2              |
| Абсолютний мінімум, °C  | −49,4             | −46,7             | −40,6             | −38,9             | −11,4             | −4,4              | 0,8               | −3,7              | −15,6             | −30               | −42,2             | −46,7             | −49,4             |
| Норма опадів, мм        | 21.6              | 14.2              | 15.3              | 18.1              | 40.2              | 66.4              | 63.4              | 45.4              | 39.2              | 23.5              | 21.7              | 17.4              | 386.3             |
| Днів з опадами          | 10,8              | 9                 | 7,7               | 6,4               | 9,9               | 12,2              | 13,4              | 11,5              | 10,5              | 9                 | 10,6              | 10,5              | 121,5             |
| Днів з дощем            | 0,8               | 0,6               | 1                 | 4,4               | 9,4               | 11,7              | 13,6              | 11,1              | 9,9               | 6,7               | 2,4               | 0,6               | 72                |
| Днів зі снігом          | 10,7              | 8,7               | 7,2               | 3                 | 0,8               | 0                 | 0                 | 0                 | 0,7               | 4,1               | 9,6               | 10,2              | 55,1              |
| Вологість повітря, %    | 71                | 75                | 68                | 60                | 50                | 64                | 59                | 62                | 70                | 70                | 77                | 73                | 67                |
| ----------------------- | ----------------- | ----------------- | ----------------- | ----------------- | ----------------- | ----------------- | ----------------- | ----------------- | ----------------- | ----------------- | ----------------- | ----------------- | ----------------- |
| Джерело: Weatherbase    |                   |                   |                   |                   |                   |                   |                   |                   |                   |                   |                   |                   |                   |

## Відомі люди
- Вейд Кемпбелл — хокеїст клубу «Вінніпег Джетс» (1983—1986).
- Кен Ловсін — канадський хокеїст.
- Христя Фріланд — міністр закордонних справ Канади, канадська письменниця, журналістка українського походження

## Галерея

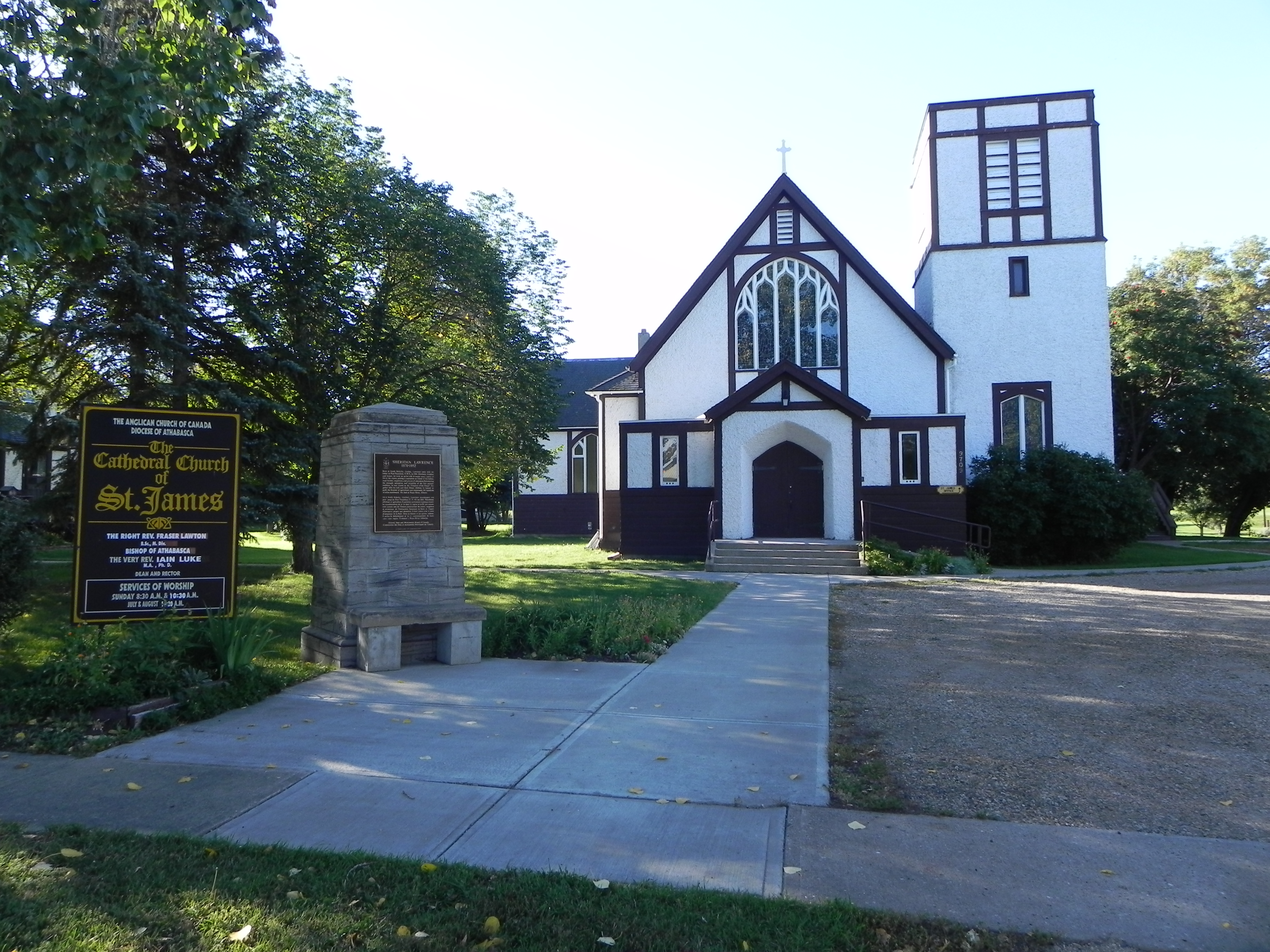
Англіканська церква Святого Якова
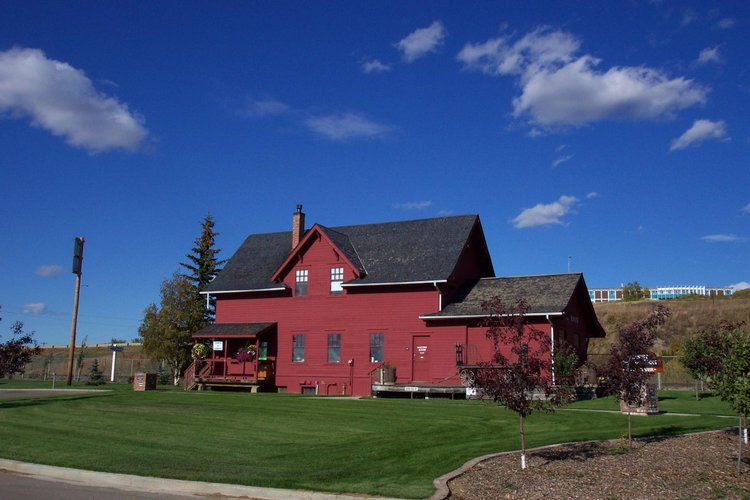
Залізнична станція
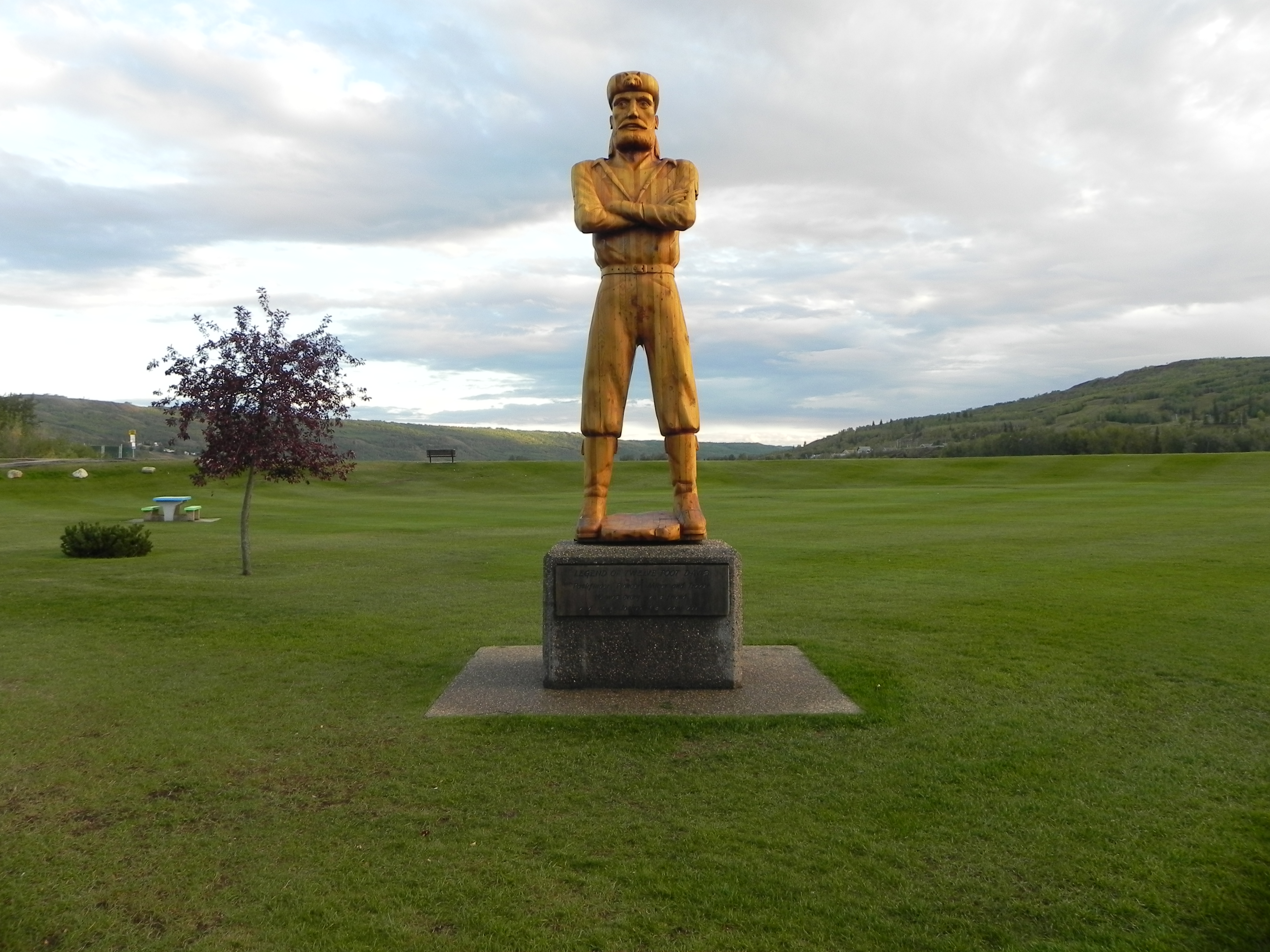
Пам'ятник Дванадцятифутовому Девісу

## Виноски
1. 1 2  Population and dwelling counts, for Canada, provinces and territories, and census subdivisions (municipalities), 2016 and 2011 censuses – 100% data — 2019.
2. ↑  Canada 2021 Census
3. ↑  Клімат Піс-Рівера